# Veses
Il Veses è un corso d'acqua a carattere torrentizio della provincia di Belluno.
Nasce alle pendici del monte Pizzocco e ridiscende attraverso la Valscura sino alla Valbelluna, attraversando il centro di Santa Giustina. Poco dopo si getta nel Piave.
Il suo corso rientra interamente nel comune di Santa Giustina, sebbene per un tratto segua il confine con San Gregorio nelle Alpi.